# Peter Siebenmorgen
Peter Erich Maria Siebenmorgen (* 30. April 1961 in Daun) ist ein deutscher Politikwissenschaftler und Journalist.

## Leben
Nach dem Abitur am Geschwister-Scholl-Gymnasium Daun 1980 studierte Siebenmorgen Politikwissenschaft, Philosophie und Öffentliches Recht in Bonn, wo er 1989 mit einer Arbeit über Entspannungspolitisches Denken in der Ära Adenauer promoviert wurde. Seit 1982 ist er Mitglied der katholischen Studentenverbindung KDStV Bavaria Bonn im CV.
Er arbeitete im Bundeskanzleramt und am Internationalen Institut für strategische Studien in London. Er war Redakteur der Zeit und des Tagesspiegels und leitete die Parlamentsredaktion der Welt am Sonntag. Seit 2005 ist er freiberuflicher Journalist. Seine Biographie über Franz Josef Strauß wurde viel beachtet.

## Werke (Auswahl)
- Entspannungspolitisches Denken in der Ära Adenauer. Eine begriffs- und konzeptgeschichtliche Untersuchung zur Außenpolitik der Bundesrepublik Deutschland. Bonn, Univ., Diss., 1989.
- „Staatssicherheit“ der DDR. Der Westen im Fadenkreuz der Stasi. Bouvier, Bonn 1993, ISBN 978-3-412-02410-9.
- Franz Josef Strauß. Ein Leben im Übermaß. Pantheon, München 2017, ISBN 978-3-570-55350-3.